# 英祖王統
英祖王統（えいそおうとう）は実在した可能性が高い、沖縄で生まれた最初の王統で、5代90年の王統である。
『中山世鑑』より
- 初代　英祖王（1259年? - 1299年?）
- 二代　大成王（英祖王長男、1299年? - 1308年?）
- 三代　英慈王（大成王次男、1308年? - 1313年?）
- 四代　玉城王（英慈王三男、1313年? - 1336年?）
- 五代　西威王（玉城王長男、1336年? - 1349年）

おもろさうしによると、その最大支配領域は浦添を中心に中南部の大半と本部半島であったと思われる。
中期山北の初代国王怕尼芝は英祖の次男の湧川王子の曾孫、山南の初代国王承察度は英祖の五男の大里按司の孫であると言われ、後の三山時代の基礎となった王統とも言われる。
「日本への二度の元寇で日本上陸に失敗した元軍は1291年に沖縄への上陸を試みて沖縄へと攻め入ってきたが英祖が撃退した」と言われる事があるが、1291年に元軍が襲撃した「瑠求」は台湾のことであり、この逸話は「瑠求＝琉球」と誤認したことから生じた空想であるとの説がある。